# クリフォード・ブラウン
クリフォード・ブラウン（Clifford Brown、1930年10月30日 - 1956年6月26日）は、アメリカ合衆国出身の黒人ジャズ･トランペット奏者である。ハード・バップ期初期のプレイヤーであり、生前「ブラウニー」の愛称で親しまれていた。録音作品で言えば実質的には5年にも満たない短い活動期間ながら、類稀なる優れた演奏を数多く残したことでジャズの歴史にその名を刻んでいる。
彼の高度なテクニックと豊かな音色はチャーリー・パーカー、ディジー・ガレスピーら一流のミュージシャンから高い評価を受け、「ファッツ・ナヴァロの再来」とも呼ばれた。また当時のジャズ界に蔓延していた酒やドラッグには一切手を付けず、品行方正で誠実な人柄であったとも言われている。自動車事故の巻き添えにより25歳で急逝。

## 来歴
デラウェア州ウィルミントン生まれ。父が持っていたトランペットに興味を示し、12歳の頃から吹き始める。1948年、デラウェア州立大学数学専攻入学、1949年、メリーランド州立大学音楽科専攻に転校。
学生バンドなどで演奏活動をしていた頃、ディジー・ガレスピーに出会い、本格的にジャズ・ミュージシャンを目指すようになる。フィラデルフィアを拠点に活動していた頃、チャーリー・パーカーと共演。パーカーはブラウンの演奏に感銘を受け、アート・ブレイキーにクリフォードを推薦した。1953年、タッド・ダメロン楽団に参加。同年、J・J・ジョンソンと共演。同年、アート・ブレイキーのサポートを得て、初のリーダー・セッションを行う。同年、ライオネル・ハンプトン楽団のヨーロッパ・ツアーに参加。
1954年2月21日、ニューヨークのジャズ・クラブ「バードランド」で、アート・ブレイキーを中心に行われた歴史的ライヴに参加。この模様は『バードランドの夜』というタイトルでレコード化された。また、同年マックス・ローチとともにクリフォード・ブラウン=マックス・ローチ・クインテットを結成。54年にはこのグループでライヴ録音を残している。1955年11月には、ソニー・ロリンズがメンバーとして加わる。
1956年6月26日、リッチー・パウエルの妻、ナンシーが運転する車へリッチーと共に便乗してフィラデルフィアからシカゴに向かう途中、ペンシルベニア・ターンパイクで交通事故死。25歳。事故当夜は雨が降っており、ナンシーを含めた3名全員がこの事故で亡くなった。
サックス奏者のベニー・ゴルソンは、ブラウンの死に激しいショックを受け、1957年に追悼曲として「アイ・リメンバー・クリフォード」（I Remember Clifford）を作曲した。この曲はジョン・ヘンドリックスによって歌詞を付けられ、ジャズ・スタンダードとなった。インストゥルメンタル版ではトランペット奏者のリー・モーガンによる演奏が著名である。
他の共演者はルー・ドナルドソン、エルモ・ホープ、フィリー・ジョー・ジョーンズ、ジジ・グライス、チャーリー・ラウズ、ジョン・ルイス、ホレス・シルヴァー等。

## ディスコグラフィ

### BLUE NOTE
with J・J・ジョンソン
- 『ジェイ・ジェイ・ジョンソン・ウィズ・クリフォード・ブラウン』 -  Jay Jay Johnson with Clifford Brown (BN-5028, [10"LP], 1953) 
  - BN-5028は、後に『The Eminent Jay Jay Johnson Vol.2』(BN-5057, [10"LP], 1954)とカップリングされ、『The Eminent Jay Jay Johnson Vol.1』(BN-1505, [12"LP], 1955)として発表された。

with ルー・ドナルドソン
- 『ニュー・フェイシズ = ニュー・サウンズ』 - New Faces - New Sounds (BN-5030, [10"LP], 1953)

with ジジ・グライス、チャーリー・ラウズ、etc.
- 『ニュー・スター・オン・ザ・ホライズン』- New Star On The Horizon (BN-5032, [10"LP], 1953) 
  - BN-5030/5032は、後にカップリングされ『Memorial Album』(BN-1526, [12"LP], 1956)として発表された。

with アート・ブレイキー
- 『バードランドの夜 Vol.1』 - A Night at Birdland Vol.1(BN-5037, [10"LP], 1954)
- 『バードランドの夜 Vol.2』 - A Night at Birdland Vol.2 (BN-5038, [10"LP], 1954)
- 『バードランドの夜 Vol.3』- A Night at Birdland Vol.3 (BN-5039, [10"LP], 1954)
  - BN-5037/5038/5039は、後に2枚の[12"LP] 盤 『A Night at Birdland Vol.1/Vol.2』(BN-1521/1522, 1956)として発表。

with アンリ・ルノー、ピエール・ミシュロ、etc.
- 『クリフォード・ブラウン・カルテット』 - Clifford Brown Quartet (BN-5047 [10"LP], 1954)

with ジジ・グライス
- 『ジジ・グライス/クリフォード・ブラウン・セクステット』 - Gigi Gryce/Clifford Brown Sexetet (BN-5048, [10"LP], 1954) with アンリ・ルノー、ピエール・ミシュロ
- 『ジジ・グライス・アンド・ヒズ・ビッグバンド・フィーチャリング・クリフォード・ブラウン Vol.1』 - Gigi Gryce and His Big band featuring Clifford Brown Vol.1 (BN-5049, [10"LP], 1954)
- 『ジジ・グライス・アンド・ヒズ・ビッグバンド・フィーチャリング・クリフォード・ブラウン Vol.2』 - Gigi Gryce and His Big band featuring Clifford Brown Vol.2 (BN-5050, [10"LP], 1954)
  - BN-5047/5048/5049/5050は、1953年にライオネル・ハンプトン楽団の一員としてヨーロッパ・ツアーに参加した際、パリで地元のミュージシャンとセッションした録音を5つの[10"LP]に振り分けたものである(BN-5051は欠番)。録音のオリジナルは仏のVogueレーベル。

### EmArcy
with マックス・ローチ
- 『クリフォード・ブラウン & マックス・ローチ』 - Clifford Brown & Max Roach(MG-20643, [10"LP], 1954; MG-36036,  [12"LP], 1956) with ハロルド・ランド
- 『ブラウン・ローチ・インコーポレイテッド』 - Brown and Roach Incorporated (MG-36008, [12"LP], 1955) with ハロルド・ランド
- 『スタディ・イン・ブラウン』 - Study in Brown (MG-36037, [12"LP], 1955) with ハロルド・ランド
- 『アット・ベイズン・ストリート』 - Clifford Brown and Max Roach at Basin Street (MG-36070, [12"LP], 1956) with ソニー・ロリンズ

with ダイナ・ワシントン
- 『ダイナ・ワシントン・ウィズ・クリフォード・ブラウン』- Dinah Jams (MG-36000, [12"LP], 1955)

with クラーク・テリー、メイナード・ファーガソン、etc.
- 『ジャム・セッション』- Jam Session (MG-36002, [12"LP], 1954)

with サラ・ヴォーン
- 『サラ・ヴォーン・ウィズ・クリフォード・ブラウン』- Sarah Vaughan (MG-36004, [12"LP], 1955)

with ストリングス(ニール・ヘフティ)
- 『クリフォード・ブラウン・ウィズ・ストリングス』- Clifford Brown with Strings (MG-36005, [12"LP], 1955)

with ヘレン・メリル
- 『ヘレン・メリル・ウィズ・クリフォード・ブラウン』- Helen Merrill (MG-36006, [12"LP], 1955)

with ハーブ・ゲラー、ケニー・ドリュー、etc.
- 『ベスト・コースト・ジャズ』- Best Coast Jazz (MG-36039, [12"LP], 1955)
  - 同日の別セッションが、ブラウンの死後『Clifford Brown All Stars 』(EmArcy, MG-36102, [12"LP], 1956)として発表された。

### PRESTIGE
with タッド・ダメロン
- 『ア・スタディ・イン・ダメロニア』- A Study in Dameronia (PRLP-159, [10"LP], 1953)

with アート・ファーマー
- 『クリフォード・ブラウン・アンド・アート・ファーマー・ウィズ・ザ・スウェディッシュ・オール・スターズ』- Clifford Brown and Art Farmer with The Swedish All Stars (PRLP-167, [10"LP], 1954) 
  - PRLP-159/167は、ブラウン死後『Memorial』 (PRLP-7055, [12"LP], 1956)としてカップリングされ発表。

with ソニー・ロリンズ
- 『ソニー・ロリンズ・プラス・フォー』- Sonny Rollins Plus 4 (PRLP-7038, [12"LP], 1956)

### Pacific Jazz
with ズート・シムズ
- 『クリフォード・ブラウン・アンサンブル・フィーチャリング・ズート・シムズ』- Clifford Brown Ensemble Featuring Zoot Sims (PJLP-19, [10"LP], 1954)
  - 後に[12"LP]盤として『Jazz Immortal』 (PJ-3, 1960)が発表された。

### Gene Norman Presents(GNP)
with マックス・ローチ
- 『マックス・ローチ・アンド・クリフォード・ブラウン・イン・コンサート Vol.1』- Max Roach and Clifford Brown in Concert Vol.1 (GNP-Vol.5, [10"LP], 1955) with テディ・エドワーズ、カール・パーキンス
- 『マックス・ローチ・アンド・クリフォード・ブラウン・イン・コンサート Vol.2』- Max Roach and Clifford Brown in Concert Vol.2 (GNP-Vol.7, [10"LP], 1955) with ハロルド・ランド、リッチー・パウエル
- 『ザ・ベスト・オブ・マックス・ローチ・アンド・クリフォード・ブラウン・イン・コンサート 』- The Best of Max Roach and Clifford Brown in Concert (GNP-18, [12"LP], 1956)

### 追悼盤/発掘盤
- 『メモリアル・アルバム』- Memorial Album(BLUE NOTE, BN-1526, [12"LP], 1956)
- 『メモリアル』- Memorial (Prestige, PRLP-7055, [12"LP], 1956)
- 『クリフォード・ブラウン・オール・スターズ』- Clifford Brown All Stars (EmArcy, MG-36102, [12"LP], 1956)
- 『クリフォード・ブラウン・カルテット・イン・パリス』- Clifford Brown Quartet in Paris (Prestige, PRLP-7761, [12"LP], 1969)
- 『クリフォード・ブラウン・ビッグバンド・イン・パリス』- Clifford Brown Big Band in Paris (Prestige, PRLP-7840, [12"LP], 1969)
- 『クリフォード・ブラウン・セクステット・イン・ パリス』- Clifford Brown Sextet in Paris (Prestige, PRLP-7794, [12"LP], 1970)
- 『クリフォード・ブラウン・イン・パリス』- Clifford Brown in Paris (Prestige, PRLP-24020, [2-(12"LP)set], 1971)
- 『ダフード』- Daahoud (Mainstream, Mainstream-386, [12"LP], 1972)
- 『ザ・ビギニング・アンド・ジ・エンド』- The Beginning and the End (Colombia, Colombia-32284, [12"LP], 1973)
- 『モア・スタディ・イン・ブラウン』- More Study in Brown (EmArcy, EmArcy-195J-1, [12"LP], 1983)
- 『ジャムズ 2』- Jams 2 (EmArcy, EmArcy-195J-2, [12"LP], 1983)

EmArcy-195J-1/2は、ジャズ評論家の児山紀芳によって発掘された。
- 『オルタネート・テークス』- Alternate Takes (BLUE NOTE, BN-4428, [12"LP], 1984)

### ボックス・セット
- Brownie:The Complete EmArcy Recordings Of Clifford Brown  (EmArcy, [10-CD set], 1989)
- Brownie Speaks: The Complete Blue Note Recordings (Blue Note, [3-CD set], 2014)
- Max Roach: Alone Together: The Best of the Mercury Years (Verve, [2-CD set], 1995)